# Iv Toshain
Iv Toshain (geb. 1980 in Sofia, Bulgarien) ist eine österreichische Künstlerin, Kuratorin und Aktivistin.

## Leben und Werk
Iv Toshian wurde 1980 in Sofia geboren und verbrachte ihre frühe Kindheit mit ihrer Familie im Irak. Sie studierte an der Accademia delle Belle Arti di Brera in Mailand in Italien, an der Nationalen Kunstakademie in Sofia in Bulgarien und machte einen MA-Abschluss in der Meisterklasse von Franz Graf an der Akademie der Bildenden Künste Wien. Sie nimmt weltweit an Gruppen- und Einzelausstellungen teil und lebt und arbeitet in Wien.
In Österreich stellte sie in zahlreichen Museen aus, u. a. Heidi Horten Collection, Belvedere Museum, Lentos Museum, Museum für Angewandte Kunst, Kunstraum Innsbruck, Künstlerhaus Wien und Kunsthalle Wien. Von 2011 bis 2014 war sie Mitbegründerin, Kuratorin und Organisatorin der PARKFAIR – Die Avantgarde Kunstmesse in Wien. 2012 gründete sie mit der Künstlerin Anna Ceeh das Art-Label FXXXismToshain/Ceeh. Das Kunstkollektiv von Anna Ceeh und Iv Toshain nimmt eine kritische Haltung gegenüber Ideologien ein und ist Basis für transpolitische Aktivitäten.
Iv Toshain erhielt den MiA AWARD 2012 in der Kategorie Kunst & Kultur für herausragende Leistungen von Frauen mit internationalem Hintergrund, die in Österreich leben und arbeiten.
Iv Toshains künstlerische Praxis umfasst verschiedene Medien: Performance, Film, Installation, Skulptur, Malerei und Zeichnung, und sie untersucht die Beziehung zwischen Macht, Geschlecht, Raum, Kontrolle, Überwachung, Sprache und Architektur. Morgensterne, Muster, Soldaten, Waffen, Text – all das sind für sie Inspirationsquellen und Gegenstände ihrer Arbeit.
Bekannt wurde sie vor allem durch die Guerilla-Performance „Peace to the World“ im Jahr 2018, eine Anti Kriegs Performance am Roten Platz in Moskau in Zusammenarbeit mit Anna Ceeh unter ihrem gemeinsamen Label FXXXism, bei der auch Künstlerinnen wie Marina Abramovic, VALIE EXPORT, Carolee Schneemann, Carsten Nicolai, Lawrence Weiner und Kendell Geers mitarbeiteten.

## Einzelausstellungen (Auswahl)
- 2005: LUNAR CHICK, Artists Quarterly, Sotheby’s, Wien, Österreich
- 2011: SPACE ODYSSEY, Museum für Angewandte Kunst, Wien, Österreich[24]
- 2020: EREWHELSE, Monev Contemporary, Sofia, Bulgarien[25][26]
- 2021: NULLITY IS THE ONLY REVOLT, MOMA – Museum of Modern Art, kuratiert von Stephan Stoyanov, Tiflis, Georgien,[18]
- 2022: Afterlife, MAM Mario Mauroner Contemporary Art, Galerie Salzburg Residenz, Salzburg, Österreich[27]
- 2024: I FOR AN EYE, kuratiert von Giuseppe Simone Modeo, Kannonensaal der päpstlichen Festung Rocca Paolina in Perugia, Italien[28][5]
- 2024: TROUSSEAU FOR MARS, kuratiert von Snejana Krasteva, Nationalgalerie (Sofia), Bulgarien[29][6]

## Gruppenausstellungen (Auswahl)
- 2015 „Vienna For Art's Sake! Contemporary Art Show“, created by Peter Noever; 161 exceptional artists, architects, designers, 13 solo exhibitions / site-specific interventions: Vito + Maria Elena Acconci, Zaha hadid, Magdalena Jetelová, Michael Kienzer, Hans Kupelwieser, Hermann Nitsch, Eva Schlegel, Kiki Smith, the next ENTERprise, Iv Toshain, Atelier Van Lieshout, Koen Vanmechelen, Manfred Wakolbinger; Winter Palace/Belvedere Museum Wien; starting point: Imago Mundi/Luciano Benetton Collection, Archive Austria, curated by Peter Noever, Wien[30][31]
- 2017 STERNE. Kosmische Kunst von 1900 bis heute, Lentos Kunstmuseum Linz. Kuratorinnen: Sabine Fellner, Elisabeth Nowak-Thaller. Künstler: Jason Dodge, Rudolf Goessl, Moussa Kone, Hans Op de Beeck, Meret Oppenheim, Teresa Präauer, Arnulf Rainer, Gerhard Richter, Thomas Ruff, Arnold Schönberg, Katharina Sieverding, Curt Stenvert, Manfred Wakolbinger, Nives Widauer, Iv Toshain, Ugo Rondinone, Thomas Ruff, Robert Longo, Anselm Kiefer, Alex Katz, Angela Bulloch u. a.[32][33]
- 2019 MERDELAMERDELAMERDELAMERDELAMERDELAMER, curated by_vienna 2019, MAM Mario Mauroner Contemporary Art[34]
- 2020 PARALLEL Vienna 2020, Altes Wiener Gewerbehaus, PARALLEL Vienna[35]
- 2021 FARCE – the way we live, MAM Mario Mauroner Contemporary Art, curated by vienna 2021[36]
- 2021 Garden of Senses, MAM Mario Mauroner Contemporary Art, Galerie Salzburg[37]
- 2022 o r I G A M I M A G I n e, MAM Mario Mauroner Contemporary Art[38]
- PEACE NOW! – The Artist’s Voice, Kulturhauptstadt Salzkammergut 2024, Trinkhalle Bad Ischl, Peter Noever - Kurator[39], Marina Abramovic, Bazon Brock, Sergej A. Bugaev, Julius Deutschbauer, Kendell Geers, Gerhard Gutenberger, Jenny Holzer, Edgar Honetschläger, Ilya & Emilia Kabakov, Freddie Jelinek, Donald Judd, Anish Kapoor, Zenita Komad, Herbert Lachmayer, Andrea Lenardin-Madden, Mark Mack, Peter Noever, Raymond Pettibon, Eva Schlegel, Kiki Smith, Iv Toshain, Paul Virilio, Manfred Wakolbinger, Peter Weibel, Hans Weigand, James Wines
- 2025 LIGHT SOUND SENCES, zusammen mit Siegrun Appelt, Constanze Müller, John M Armleder, Cibelle Cavalli Bastos, Olafur Eliasson, Tracey Emin, Cerith Wyn Evans, Dan Flavin, Ceal Floyer, Peter Friedl, Gelatin, Lena Henke, Carsten Höller, Krištof Kintera, Edgar Knoop, Brigitte Kowanz, Joseph Kosuth, Bernhard Leitner, Paul McCarthy, László Moholy-Nagy, Ernesto Neto, Carsten Nicolai, Tim Noble & Sue Webster, Tony Oursler, Ugo Rondinone, Christine Schörkhuber, SUPERFLEX und Martin Walde. Heidi Horten Collection, Wien[40]

## Ausstellungen unter dem Kunstlabel FXXXismToshain/Ceeh
- 2013: DIS PLAY PRATER STERN, fluc, Öffentlicher Raum Wien[41]
- 2013: FEMINism, Charim Galerie Wien, Schleifmühlgasse, Wien[13]
- 2013: Anna Ceeh / Iv Toshain: ХАЙЛИГ - Kunstraum am Schauplatz -Büro Weltausstellung – Spiegelkabinett – kuratiert von Stefan Bidner, Wien[42]
- 2014: FEMINi̶s̶m̶TC: ПРЕЙЪР – Poster Projekt im öffentlichen Raum, KÖR – Wien[43]
- 2015: URBAN DIARY, Charim Galerie Wien, Vienna Gallery Weekend 2015, Destination Wien EXTENDED[44]
- 2017: “МИР – МИРУ – FRIEDE” – Guerilla Performance – 57th Biennale di Venezia[45]
- 2017: “Fluxus Fire -Тотальный Огонь. Total Art Lighter 1”, Die Arbeit ist noch nicht zu Ende. Eine Ausstellung zu Praktiken der Anerkennung in der Arbeitswelt, Soho In Ottakring[46]
- 2018: „МИР- МИРУ- FRIEDE“, Roter Platz, Moskou, Russland[47]
- 2019: Wie wir arbeiten wollen – Kollektives Handeln und künstlerische Komplizinnenschaft, das weisse haus, Wien[48]
- 2019: PARALLEL Vienna 2019, PARALLEL Vienna, Lassallestraße 5, Wien[13]
- 2019: MERDELAMERDELAMERDELAMERDELAMERDELAMER, MAM Mario Mauroner Contemporary Art, curated by_vienna 2019[49]

## Sammlungen
- Stadt Wien
- Gesellschaft der Freunde der Bildenden Kunst
- Collection Luciano Benetton[50]